# Alexandre Rosselló i Pastors
Alexandre Rosselló i Pastors   (Palma, 7 de febrer de 1853 - Madrid, 8 d'abril de 1928) fou un advocat i polític balear, oncle d'Alexandre Jaume Rosselló. Llicenciat en dret el 1873, guanyà les oposicions a notari. Començà militant en el Partit Republicà Democràtic Federal, amb el qual participà en la reorganització de l'Ateneu Balear el 1878 i en la celebració de les primeres fires i festes de Palma el 1880. El 1881 fou un dels creadors de l'Escola Mallorquina d'Ensenyament, influïda pel krausisme i de curta durada, i el 1882 de la Caixa d'Estalvis i Mont de Pietat de les Balears, ja que concebia l'estalvi com una via d'educació personal.

## Activitat política
En la seva joventut milità al Partit Republicà Federal de Mallorca i es declarà partidari de l'autogovern de Mallorca. A partir de 1881 entra a formar part del Partit Liberal i aquell mateix any fou escollit regidor de l'ajuntament de Palma, però aviat deixà el seu partit per a ingressar en el Partit Liberal, mercè el qual fou president de la Diputació de les Illes Balears el 1894-1896 i el 1898-1900. Les seves actuacions des d'aquesta institució se centraren en l'educació amb la creació d'una escola de comerç, una altra d'arts i oficis, una biblioteca popular i un laboratori químic. A més millorà les comunicacions amb el continent establint un vaixell de vapor cada dia amb la Península i promocionà el cable telegràfic entre Sóller i Barcelona. El 1883 intentà que els ports mallorquins gaudissin dels avantatges fiscals similars als de les illes Canàries però no se'n sortí. Des de la Diputació també reformà el Port de Palma i el balneari de Sant Joan de la Font Santa (Campos).
A partir de 1901 fou elegit diputat a les Corts pels liberals i repetí l'obtenció de l'acta els anys 1903, 1905, 1907, 1910, 1914, 1916, 1918 i 1919. A l'administració estatal ocupà el càrrec de sots-secretari del Ministeri d'Instrucció Pública, vocal de la Junta per al Foment de l'Educació Nacional (1910) i amb els anys governador civil de Madrid (1916-1917).
Després fou elegit diputat a Corts a les eleccions generals espanyoles de 1901, 1903, 1905, 1907, 1910, 1914, 1916, 1918, 1919, 1920 i 1923. Durant aquests anys ocupà diversos càrrecs administratius a Madrid, com el de sotsecretari d'instrucció pública (juny-juliol de 1906) i vocal de la Junta per al Foment de l'Educació Nacional (1910), càrrecs des dels que tractà d'orientar la línia educativa en la línia de la Institución Libre de Enseñanza. Després fou governador civil de Madrid el 1916-1917, ministre de Gràcia i Justícia (desembre 1918 - abril de 1919), Ministre de Foment (abril a juny de 1917). Membre del sector del comte de Romanones, fou ministre de governació el 1922-1923.
En les diferents tendències de liberalisme espanyol s'identificà seguidor del comte de Romanones i a Mallorca a partir de 1918 amb el verguisme. Com a col·laborador de Joan March va reorganitzar els liberals illencs d'ençà l'octubre de 1919.

## Obres
- La cuestión social en Mallorca (1877)
- Docks en el puerto de Palma (1879)